# Ortacesus
Ortacesus (en sard, Ortacesus) és un municipi italià, dins de la província de Sardenya del Sud. L'any 2007 tenia 1.009 habitants. Es troba a la regió de Trexenta. Limita amb els municipis de Barrali, Guamaggiore, Guasila, Pimentel, Sant'Andrea Frius, Selegas i Senorbì.

## Administració
| Període | Identitat      | Partit        |
| ------- | -------------- | ------------- |
| 2006-   | Fabrizio Mereu | Llista cívica |